# Zoran Pavljašević
Zoran Pavljašević, bh. filmski redatelj, snimatelj, producent i direktor fotografije dokumentarnih filmova iz Tuzle. 

## Životopis
2014. godine producirao je i snimio dokumentarno-igrani film Basna o Bosni o fenomenu tzv. kalesijske glazbe. Na filmski način se u filmu iz vizure šargijaša i pjevača istražuje i osvjetljava šezdesetogodišnja pojava narodnog izvornog glazbenog izraza, nastao u svezi sa sjeveroistočnom Bosnom, te prikazuje živote nadarenih samotnjaka koji su cijeli proveli svirajući i pjevajući po kućama, selima, poduzećima i dr.
2015. godine producent je kratkoga dokumentarnog glazbenog filma Rock'n'war. Film je ušao u natjecateljski program međunarodnoga festivala glazbenog programa "Starigrad Paklenica film festival" u Hrvatskoj 2010., koji je bio jedini na tom festivalu imao svjetsku premijeru. Govori o glazbenoj sceni ratne BiH 1990-ih godina.
Snimio je 2016. dokumentarni film San o krugovima, gdje je redatelj, producent i direktor fotografije. Film je o tuzlanskim olimpijcima i prvi je bosanskohercegovački dokumentarac o planetarnim uspjesima športaša jednog grada i države.  Film je prikazan na Sarajevskome filmskom festivalu 2017.
Surađivao kao scenograf s Teatrom kabare Tuzla.

## Djela
- Basna o Bosni, dokumentarno-igrani film, 2014. (producent i snimatelj)
- Rock'n'War ...Or Just Because It's Friday , dokumentarni film, 2015. (producent)
- San o krugovima, dokumentarni film, 2016. (redatelj, producent, direktor fotografije)

## Nagrade
Za svoj dokumentarni film San o krugovima o 17 tuzlanskih olimpijaca nagrađen je na 6. Festivalu športskog filma na Zlatiboru. Dobio je nagradu za najbolji film o visokim moralnim vrijednostima u športu.

## Vanjske poveznice
- YouTube - kanal Zorana Pavljaševića Najava premijere filma San o krugovima
- Udruženje filmskih radnika u Bosni i Hercegovini / Udruženje filmskih radnika u Federaciji Bosne i Hercegovine  Arhivirana inačica izvorne stranice od 13. kolovoza 2018. (Wayback Machine)